# 王瑜 (1382年)
王瑜（1382年—1439年），字廷器，直隸山陽縣（今江蘇省淮安縣），明朝政治人物。

## 生平
永樂年間，其擔任趙王府護衛。永樂二十二年，常山護衛指揮孟賢等與宦官黃儼結謀殺明成祖朱棣，而廢太子朱高熾立趙王朱高燧。孟賢黨高正為王瑜舅舅，於是偷偷洩露。王瑜聽後大驚，并垂淚拒絕參與。高正害怕王瑜洩密於是欲謀殺其，王瑜遂上奏告變。之後王瑜升爲遼海衛千戶。明仁宗即位后，其升任錦衣衛指揮同知。
宣德八年，其晉升爲都指揮僉事，充左副總兵，代陳瑄鎮守淮安，并管理漕運，后累升左軍都督僉事。正統四年，議事入京。得疾而終。